# Молчанки
Молчанки́ (бел. Маўчанкі́) — деревня в Мядельском сельсовете Мядельского района Минской области Белоруссии.

## География
Расположена в 19 км на северо-запад от Мяделя, 29 км от железнодорожной станции Поставы на линии Лынтупы-Крулевщизна, 172 км от Минска.
Рельеф равнинный, в 100 м на юго-западе течет р. Мяделка (впадает в оз. Мядель).

## История
Известна с XIX века. В 1968 г. деревня (2 двора, 36 жителей) и поместье Молчанова (1 двор, 18 жителей) и Молчана (1 двор, 4 жителя), в Кобыльницкой волости Свенцянского уезда Виленской губернии. В 1904 г. деревня Молчаны (37 жителей), застенок Молчана (6 жителей), поместье Молчанова (9 жителей).
С 1919 г. в составе БССР. В 1920-22 гг. в Срединной Литве. В 1922-39 гг. в составе Польши, в Мядельском гмине Дуниловичского (с 1925 г. Поставского) уезда. В 1921 г. в деревне 19 дворов, 88 жителей, в застенке 2 двора, 14 жителей. С сентября 1939 г. в БССР, с 12.10.1940 г. в Лещенском сельсовета Мядельского района Вилейской, с 20.09.1944 г. Молодеченской областей, с 21.05.1951 г. в Лотвянском сельсовете, с 20.01.1960 г. Минской области, с 01.01.2007 г. в Мядельском сельсовете.
Во Вторую мировую войну с начала июля 1941 г. до 04.07.1944 г. оккупирована немецко-фашистскими захватчиками. С 1954 г. в составе колхоза «40 лет Октября» (центр — д. Лотва), который в 1999 г. был присоединен к ОАО «Мядельское агропромэнерго». В 1970 г. 26 жителей. В 1997 г. 6 дворов, 11 жителей.

## Население
На 04.01.2021 г. 3 хозяйства, 6 жителей.